# Gondomar (São Cosme), Valbom e Jovim
Gondomar (São Cosme), Valbom e Jovim (oficialmente: União das Freguesias de Gondomar (São Cosme), Valbom e Jovim) é uma freguesia portuguesa do município de Gondomar, com 23,32 km² de área e 47 422 habitantes (censo de 2021). A sua densidade populacional é 2 033,5 hab./km².

## História
Foi constituída em 2013, no âmbito de uma reforma administrativa nacional, pela agregação das antigas freguesias de São Cosme, Valbom e Jovim, e tem a sede em São Cosme.

## Demografia
A população registada nos censos foi:
| Distribuição da População por Grupos Etários | Distribuição da População por Grupos Etários | Distribuição da População por Grupos Etários | Distribuição da População por Grupos Etários | Distribuição da População por Grupos Etários | Distribuição da População por Grupos Etários |
| -------------------------------------------- | -------------------------------------------- | -------------------------------------------- | -------------------------------------------- | -------------------------------------------- | -------------------------------------------- |
| Antes da agregação                           |                                              |                                              |                                              |                                              |                                              |
| Ano                                          | 0-14 anos                                    | 15-24 anos                                   | 25-64 anos                                   | >= 65 anos                                   | Total                                        |
| 2001                                         | 7876                                         | 6715                                         | 27084                                        | 5283                                         | 46958                                        |
| 2011                                         | 7434                                         | 5340                                         | 28475                                        | 7351                                         | 48600                                        |
| Após a agregação                             |                                              |                                              |                                              |                                              |                                              |
| Ano                                          | 0-14 anos                                    | 15-24 anos                                   | 25-64 anos                                   | >= 65 anos                                   | Total                                        |
| 2021                                         | 5914                                         | 5011                                         | 26120                                        | 10377                                        | 47422                                        |